# Belp
Belp is een gemeente en plaats in het Zwitserse kanton Bern, en maakt deel uit van het district Bern-Mittelland.
Belp telt 11.346 inwoners.

## Geboren
- Andres Gerber (1973), voetballer en voetbaltrainer